# Avocat général (France)
Pour les autres articles nationaux ou selon les autres juridictions, voir Avocat général.
L'avocat général, en droit français, est un magistrat placé sous les ordres d'un procureur général.

## Ordre judiciaire
La notion d'avocat général fait référence à deux notions distinctes l'une de l’autre :
- d'une part, le grade d'avocat général[1],[2] : c'est le magistrat qui est l'adjoint du procureur général et qui représente le ministère public (ou « parquet ») devant la Cour de cassation, les cours d'appel et les Cours d'assises ; dans la justice judiciaire il a le même rang qu'un président de chambre du siège ;
- d'autre part, la fonction d'avocat général : c'est le magistrat du ministère public, quel que soit son grade (procureur général, avocat général, substitut général, procureur de la République, vice-procureur, substitut du procureur de la République), chargé de requérir devant les cours d'assises.

L'avocat général, étant un magistrat, n'est ni avocat, ni général, mais « avocat de l'intérêt général ».
Si l'on considère la première définition relative au grade du magistrat du Parquet, l'avocat général est un grade plus élevé dans la hiérarchie judiciaire que les substituts généraux ; administrativement, ils sont classés « hors hiérarchie ».

## Cour des comptes
Il existe également des avocats généraux représentant le ministère public devant la Cour des comptes,.